# Alphabeta
Alphabeta est un groupe qui a gagné le Concours Eurovision de la chanson, en 1978, avec Izhar Cohen. La chanson gagnante s’appelait A-Ba-Ni-Bi.

## Membres
- Reuven Erez
- Lisa Gold-Rubin
- Nehama Shutan
- Ester Tzuberi
- Itzhak Okev